# Elezioni generali in Bolivia del 2002
Le elezioni generali in Bolivia del 2002 si tennero il 30 giugno per l'elezione del Presidente e il rinnovo dell'Assemblea legislativa plurinazionale (Camera dei deputati e Senato).
Poiché nessun candidato alla carica di Presidente aveva ottenuto la maggioranza assoluta dei voti, l'Assemblea procedette al ballottaggio tra Gonzalo Sánchez de Lozada e Evo Morales; fu così eletto Sánchez de Lozada, che ottenne 84 voti contro i 43 di Morales.

## Risultati
| Liste                                                                         | Candidati                 | Voti      | %     | Seggi  | Seggi  |
| Liste                                                                         | Candidati                 | Voti      | %     | Camera | Senato |
| ----------------------------------------------------------------------------- | ------------------------- | --------- | ----- | ------ | ------ |
| - Movimento Nazionalista Rivoluzionario - Movimento Bolivia Libera            | Gonzalo Sánchez de Lozada | 624.126   | 22,96 | 36     | 11     |
| Movimento per il Socialismo                                                   | Evo Morales               | 581.884   | 20,94 | 27     | 8      |
| Nuova Forza Repubblicana                                                      | Manfred Reyes Villa       | 581.163   | 20,91 | 25     | 2      |
| - Movimento della Sinistra Rivoluzionaria - Fronte Rivoluzionario di Sinistra | Jaime Paz Zamora          | 453.375   | 16,32 | 26     | 5      |
| Movimiento Indígena Pachakuti                                                 | Felipe Quispe             | 169.239   | 6,09  | 6      | -      |
| - Unità Civica Solidarietà - Falange Socialista Boliviana                     | Johnny Fernández          | 153.210   | 5,51  | 5      | -      |
| Azione Democratica Nazionalista                                               | Ronald MacLean Abaroa     | 94.386    | 3,40  | 4      | -      |
| Partito Libertà e Giustizia                                                   | Alberto Costa             | 75.522    | 2,72  | -      | -      |
| Partito Socialista-1                                                          | Rolando Morales           | 18.162    | 0,65  | 1      | -      |
| Movimento Cittadino per il Cambiamento                                        | René Blattmann            | 17.405    | 0,63  | -      | -      |
| Coscienza di Patria                                                           | Nicolás Valdivia          | 10.336    | 0,37  | -      | -      |
| Totale                                                                        | Totale                    | 2.778.808 |       | 130    | 27     |